# Cairell I Coscrach
Cairell I Coscrach („Zwycięski”) lub Cairill I mac Muiredaig (zm. 526 r.) – król Ulaidu (Ulsteru) z dynastii Dál Fiatach od 503 r. do swej śmierci, syn Muiredacha II Muinderga („z Czerwoną Szyją”) i brat Eochaida IV mac Muiredaig, królów Ulsteru.
W źródłach są rozbieżności do liczby lat rządów Cairella nad Ulsterem. Księga z Leinsteru podała, że panował dwadzieścia pięć lat („Cairill m[ac] Mur[idaig] .xxu.”, MS folio 41c). Natomiast „Tablica Synchronistyczna Laud” podała dwadzieścia trzy lata rządów („Cairell m[ac] Muiredaig .xxiii.”, Laud 610 fo. 116b 13). Dokładna data jego śmierci jest znana. Roczniki Czterech Mistrzów zarejestrowały ją pod 526 r. Wówczas tron Ulsteru przeszedł na konkurencyjną dynastię Dál nAraidi, w osobie Eochaida V mac Condlai.
Trójdzielny żywot św. Patryka podał, że św. Patryk rzucił klątwę na potomków brata Eochaida, a pobłogosławił jego potomków, którzy zmonopolizowali królewskość. Cairell poślubił Maithgen, córkę Áedána mac Gabráin. Jego znanymi synami byli:
- Báetán mac Cairill (zm. 581 r.), przyszły król Ulaidu
- Demmán mac Cairill (zm. 572 r.), przyszły król Ulaidu
- Daig mac Cairill (zm. 587 r.), rzekomy brat Báetána i król Ulaidu (według Księgi z Leinsteru), święty-patron z Inis Caín Dega, czczony 18 sierpnia; zapewne pochodził z Ciannacht Breg
- św. Molasse z Leithglinne
- św. Tuan z Tamlaght, Boirche